# Vysoké Pole
Vysoké Pole – gmina w Czechach, w powiecie Zlín, w kraju zlińskim. Według danych z dnia 1 stycznia 2012 liczyła 822 mieszkańców.